# احمد قلعه‌بانی
احمد قلعه‌بانی سیاستمدار و از مدیران اجرایی ایرانی است که در سمت مشاور مدیرعامل ایران خودرو فعالیت می کند.

## زندگی و تحصیل
احمد قلعه‌بانی در سال ۱۳۳۲ خورشیدی در مهدی‌شهر چشم به جهان گشود. وی پس از اتمام دوره دبیرستان وارد دانشگاه صنعتی شریف شد و در سال ۱۳۵۷ با درجه لیسانس مهندسی صنایع از آن دانشگاه فارغ‌التحصیل شد.
در سال ۱۳۷۰ خورشیدی، در حالی که در ایران‌خودرو مشغول به فعالیت بود، کارشناسی ارشد مدیریت عالی اجرایی را در سازمان مدیریت صنعتی دریافت کرد.

## سوابق شغلی
احمد قلعه‌بانی در سال ۱۳۵۸ خورشیدی، پس از گذراندن طرح سربازی به مدت یک سال، هم‌زمان با تشکیل جهاد سازندگی، وارد جهاد سازندگی کرج شد و در آنجا تا سال ۱۳۶۰ مشغول به کار بود. وی یک سال هم در سازمان پژوهش‌های علمی و صنعتی ایران مشغول به کار بود.
در سال ۱۳۶۱ وارد مجموعه ایران خودرو شد و در سطح کارشناس شروع به فعالیت کرد و سرانجام به سطح مدیریت رسید.
پیش از ایجاد ساپکو در مورد تدوین ساختار و روش کار و فرایند کاری ساپکو طرحی را تهیه کرد و در سال ۱۳۷۱ شروع به ارائه این طرح کرد
از سال ۱۳۷۲ در شرکت ساپکو مشغول به کار شد و سرانجام در سال ۱۳۷۳ از ایران خودرو به ساپکو منتقل شد.
قلعه بانی تا سال ۱۳۷۹ در شرکت ساپکو فعالیت می‌کرد و از ابتدا تا زمانی که در ساپکو حضور داشت در پست معاونت مدیر عامل ساپکو مشغول بود. در سال ۱۳۷۹ مدیرعامل شرکت چرخشگر شد و حدود یکسال در آن شرکت ماندگار شد.
وی در سال ۱۳۸۰ به شرکت سایپا رفت و در آنجا مشغول به کار شد و تا سال ۱۳۸۷ که در آنجا مشغول بود، سایپا را به مرحله توسعه و رونق جدیدی وارد کرد.
جلال قلعه بانی در سال ۱۳۸۷ پس از مهدی مفیدی و با حکم وزیر صنایع و معادن وقت (علی‌اکبر محرابیان) به ریاست سازمان گسترش و نوسازی صنایع ایران درآمد.
در سال ۱۳۸۹ وی با حکم سید مسعود میرکاظمی وزیر نفت دولت دهم جمهوری اسلامی ایران، به عنوان مدیر عامل شرکت ملی نفت ایران درآمد و سپس در سال ۱۳۹۱ با حکم رستم قاسمی وزیر نفت، به سمت رئیس هیئت مدیره منطقه ویژه اقتصادی انرژی پارس منصوب گردید.

## سوابق مدیریتی
- معاون مدیر عامل شرکت ساپکو (از سال ۱۳۷۳ تا ۱۳۷۹)
- مدير عامل شركت چرخشگر (از سال ۱۳۷۹ تا سال ۱۳۸۰)
- مدیر عامل گروه خودروسازی سایپا (از سال ۱۳۸۰ تا ۱۳۸۶)
- رئیس سازمان گسترش و نوسازی صنایع ایران (از سال ۱۳۸۶[۴] تا ۱۳۸۸[۵])
- مدیر عامل شرکت ملی نفت ایران (از سال ۱۳۸۹[۶][۷] تا ۱۳۹۲[۸])
- رئیس هیئت مدیره سازمان منطقه ویژه اقتصادی انرژی پارس (از سال ۱۳۹۱)
- رئیس هیئت مدیره صنایع آذرآب (تا ۱۴۰۰)
- مشاور مدیرعامل ایران خودرو (از ۱۴۰۰ تاکنون)[۹]

## حاشیه‌های سیاسی

### مافیای خودرو
وی همواره به دلیل تأسیس ساپکو (ایجاد انحصار در خرید قطعه)، مدیرعاملی سایپا به مدت شش سال، به همراه اشخاصی مانند رضا ویسه، همواره متهم به دست داشتن در مافیای خودرو بوده است.

### حذف خودرو پیکان از ایران خودرو
در سال‌های نخست دهه ۷۰، احمد قلعه‌بانی، مدیرعامل سایپا به همراه سید حسین امیری، رمضانعلی پورمجیب و رضا ویسه به عضویت هیئت مدیره شرکت تازه تأسیس ساپکو در می‌آیند. این افراد چند سال بعد ارتقای سمت داده می‌شوند.
رضا ویسه به ریاست هیئت عامل سازمان گسترش و نوسازی صنایع ایران منصوب می‌شود و با توجه به اختیارات خود به دوستان قدیمی‌اش در هیئت مدیره ساپکو سمت‌های جدیدی اعطا می‌کند. بر این اساس احمد قلعه‌بانی مدیرعامل سایپا، سید حسین امیری مدیر عامل پارس خودرو و رمضانعلی پورمجیب مدیر عامل ساپکو می‌شوند.
حدود ۱۰ سال بحث حذف خودرو پیکان در زمان مدیران عامل ایران خودرو از صنعت خودرو ایران مطرح و آن‌ها زیر بار آن نمی‌رفتند، اما در دوران مدیر عاملی احمد قلعه‌بانی در سایپا، وی توانست خودرو پیکان را حذف کرده و به خودروی پراید رشد سریع و چشمگیر ببخشد.

### مدیرعاملی مهرداد بذرپاش
قلعه‌بانی پس از انتخاب محمود احمدی‌نژاد به سمت ریاست جمهوری، رئیس هیئت عامل ایدرو شد و طی مدت ۵ سال که در آنجا به سر برد، رسانه ای‌ترین و سیاسی‌ترین مدیر عاملی که انتخاب نمود، انتخاب مهرداد بذرپاش به عنوان مدیر عامل شرکت سایپا بود.
اکبر ترکان مشاور رئیس‌جمهور وقت (حسن روحانی) بعدها در سال ۱۳۸۳ تصریح کرد که پیش از این کسی که لبنیاتی را اداره نکرده بود (مهرداد بذرپاش)، مدیر یک خودروسازی بزرگ (سایپا) شد.

### انتصاب قلعه‌بانی در نفت
احمد قلعه‌بانی پس از سیف‌الله جشن‌ساز با حکم سید مسعود میرکاظمی وزیر نفت آن زمان، به عنوان مدیر عامل شرکت ملی نفت ایران درآمد.
الیاس نادران نماینده وقت مجلس، اسنادی از سوابق احمد قلعه‌بانی به ویژه در زمان حضورش در سایپا و سازمان گسترش و نوسازی صنایع ایران به وزیر نفت (سید مسعود میرکاظمی) ارائه داد که موجب تعجب وی گردید.
رفتار شبهه‌برانگیز مالی وی در زمان تصدی‌هایش همواره در مطبوعات مورد توجه بوده‌است.

### عدم برکناری از ریاست ایدرو
در سال ۱۳۸۸ به دنبال انتشار خبری مبنی بر حکم وزیر صنایع و معادن (علی‌اکبر محرابیان) برای برکناری احمد قلعه‌بانی از ریاست ایدرو، یک مقام عالی اجرایی کشور (اسفندیار رحیم مشایی، رئیس دفتر محمود احمدی‌نژاد) به این موضوع واکنش نشان داد و با آن مخالفت کرد و به دنبال این مخالفت برکناری قلعه بانی، لغو .